# Plose
La Plose è una montagna delle Alpi alta 2.562 m che sorge vicino a Bressanone (Brixen), nella provincia autonoma di Bolzano.

## Toponimo

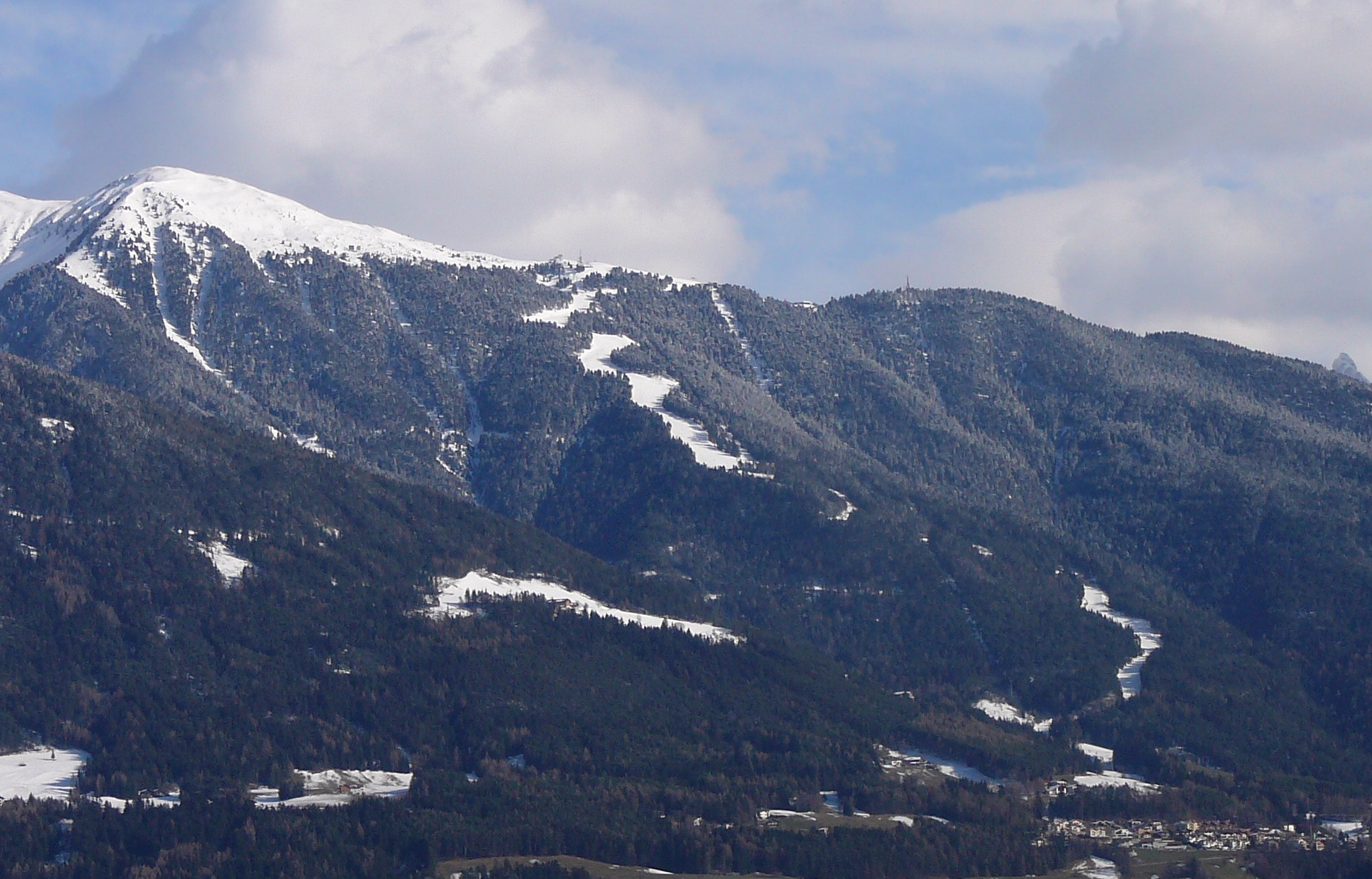
La Plose: in basso il paese di Sant'Andrea

Il nome della montagna è attestato già nel 1501 come Plose, nel 1574 come Plosse ein hocher Spitz, nel 1613 come Plosser Alben e nel 1840 come Plosenberg e deriva probabilmente dall'etimo preromano blese (prato ripido). È uno dei pochi toponimi che si scrive e pronuncia allo stesso modo sia in lingua italiana che in lingua tedesca.

## Geografia e territorio
Con i suoi 2.562 metri di altezza, la vetta dista 6 chilometri dalla città di Bressanone, e costituisce una delle porte che dà sulle Dolomiti. Il gruppo della Plose è formato da diverse cime, tra cui il monte Telegrafo (2.504 m), il monte Gabler (2.576 m), il monte Fana (2.547 m) e il monte Plose (2.562 m). Dal rifugio Plose parte l'Alta via n. 2, che arriva fino a Feltre in provincia di Belluno. Ogni estate, dal 2004, si svolge lungo i prati delle piste da sci la "Caidom", una gara di mountainbike-downhill che porta dal rifugio Plose al duomo di Bressanone.

## Storia
Nel 1920 sorse il primo rifugio al Valcroce (Kreuztal, 2.050 m s.l.m.).
Un primo progetto per collegare la Plose a Bressanone avvenne nel 1910. Si trattava di una funivia Ceretti-Tanfani-Strub, che riusciva a trasportare 15 persone più il conducente. In seguito fu deciso di dare l'incarico alla ditta Bleichert, ma anche questo progetto fu insabbiato per motivi finanziari. Il progetto venne realizzato nel 1963. In realtà già nel 1950 esisteva un primo impianto presso la Skihütte, costruito dalla famiglia Kahl-Tinkhauser. Nel seguito altri impianti furono aperti, come la Ladurnerlift nel 1956 ed un altro nel 1959. Nel 1965 venne eretto un impianto a ceste, in grado di collegare Valcroce alla cima del monte Plose.
La messa in funzione della funivia da Millan (un quartiere di Bressanone) a Sant'Andrea e da qui a Valcroce avvenne nel 1964. L'impianto restò in funzione fino alla stagione 1985/86, quando venne chiuso in quanto obsoleto.
Dalla metà degli anni ottanta esiste una nuova funivia che porta a Valcroce partendo nei pressi del paese di Sant'Andrea. Il collegamento da Bressanone alla funivia a valle di Sant'Andrea è stato sostituito da uno skibus. Tutte le piste da sci fanno parte del ben più grande comprensorio sciistico Dolomiti Superski.
Durante la stagione invernale del 2010/11, è stata realizzata una nuova seggiovia a 6 posti in sostituzione della precedente, a 3 posti. Questo nuovo impianto della seggiovia Rossalm permette una più agevole e veloce salita.
Recentemente, tra il 2012 e il 2013, il consiglio comunale di Bressanone assieme alla giunta provinciale hanno discusso sulla possibilità di costruire una nuova funivia, ma sul punto di partenza non si è trovata ancora una soluzione.

### Centro radar

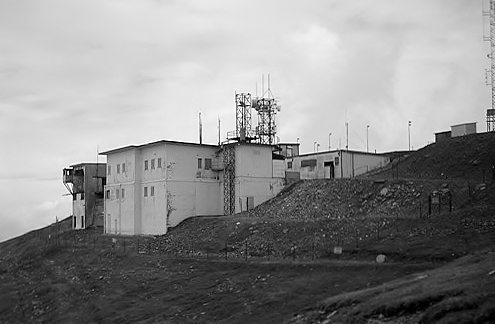
La vecchia base operativa dell'Aeronautica Militare

Esisteva inoltre il "16°C.R.A.M. Monte Telegrafo" (Centro Radar Aeronautica Militare), con base logistica a Plancios nei pressi del ristorante Aurora, una funivia privata dell'Aeronautica Militare collegava la "base logistica" alla "base operativa" posta sul Monte Telegrafo, dove si trovavano le antenne radar. La funivia e i radar furono disattivati nel 1978, ora entrambi i siti si trovano in stato di abbandono. Oggigiorno esistono prospettive di cessione dal Demanio dello Stato alla Provincia autonoma di Bolzano per la conversione in strutture turistiche.
Tra il 1959 e il 1978 esisteva una funivia di tipo Hölzl che raggiungeva la base operativa. La funivia era in grado di trasportare fino a 6 persone.

## Il comprensorio sciistico

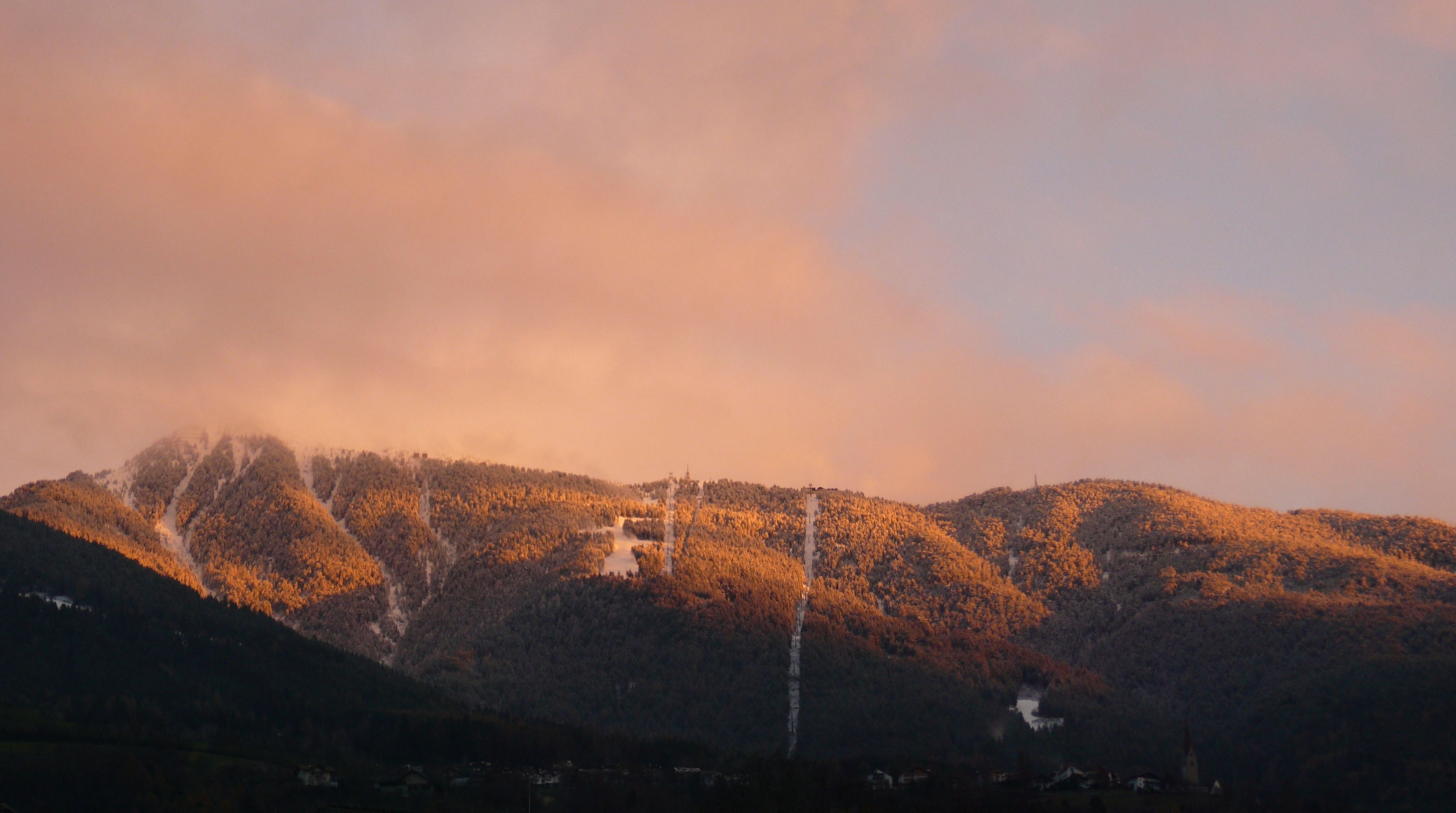
Il gruppo della Plose con in primo piano la pista Trametsch

La Plose offre discese per lo sci di diverse difficoltà, e d'estate molteplici passeggiate.
Dalla cima si apre un panorama a 360° sulle Dolomiti a sud e sulle Alpi a nord. Dalla sommità della montagna è ammirabile il gruppo delle Odle, in particolare le Odle di Funes (Villnösser Geisler) e le Odle di Eores (Aferer Geisler).
Il comprensorio sciistico, ad oggi raggiungibile mediante la funivia della Plose, vanta la più lunga discesa dell'Alto Adige, la pista Trametsch lunga 9 chilometri con un dislivello di 1.400 metri fra boschi e bruschi cambi in pendenza.

## Altre strutture

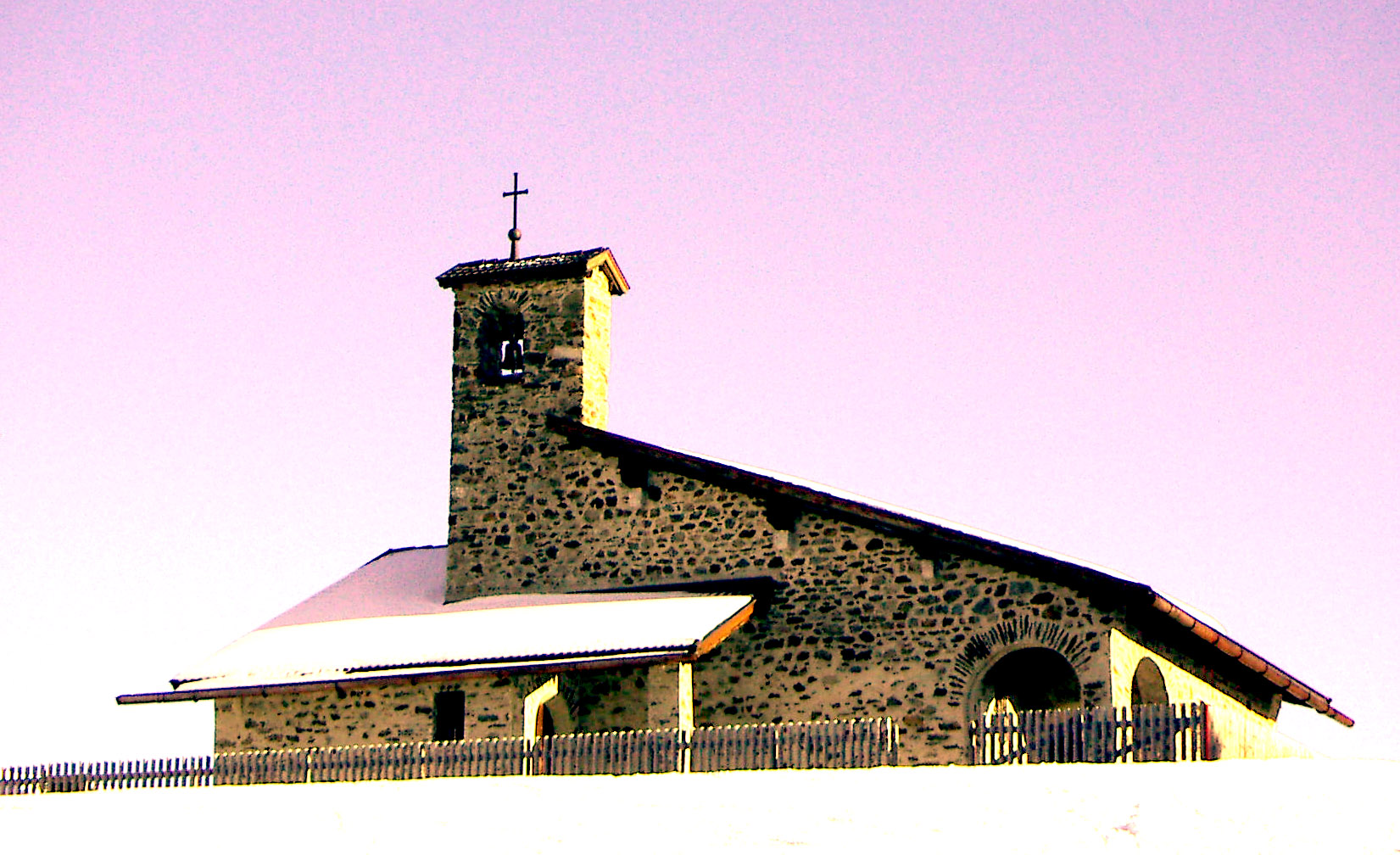
La cappella a Valcroce sulla Plose

### Funpark
Accanto all'impianto di risalita della Schönboden (seggiovia a 4 posti) è stato installato il Double fun-Funpark Plose, che comprende washboard, slides, jumps, funboxes e table tops.

### Slittino
Nel 2009, accanto alla pista Trametsch, è stata aperta la pista per slittino Rudirun, lunga ben 11,7 chilometri, la più lunga dell'Alto Adige. La pista parte da Valcroce e, attraverso un percorso di media difficoltà ed un dislivello di circa 1000 metri, giunge a valle nei pressi della partenza della cabinovia di Sant'Andrea. È inoltre possibile fermarsi dopo i primi 5,2 km, per risalire nuovamente, prendendo la seggiovia.
Più corta e più semplice è invece la pista da slittino che parte dalla malga Rossalm e giunge a Valcroce.

### Parapendio
Esistono tre punti dove è possibile effettuare dei lanci con il parapendio: dalla cima della Plose (2.486 m), dal Giogo Bello (2.301 m) e nei pressi di Valcroce (un poco più a nord).

### Gli impianti di risalita
Esistono 10 impianti di risalita, di cui:
- 1 skilift: Randötsch (dal 1996), Heini (non più esistente);
- 7 seggiovie:
  - Schönboden: a 4 posti dal 1998, in precedenza era a 3 posti;
  - Trametsch: a 4 posti dal 2004, prima vi era uno skilift;
  - Rifugio CAI: a 3 posti dal 1986;
  - Rossalm: a 6 posti dal 2010, in precedenza era a 3 posti;
  - Skihütte: 2 seggiovie a 3 posti dal 1998, in precedenza ce n'era una ad un solo posto;
  - Pfannspitze: a 3 posti dal 1998;
  - Palmschoß: a 2 posti dal 1973;
- 1 funivia: funivia della Plose (6 posti, 1985)

### Le piste
Sono presenti 42 km totali di piste, di cui
- difficili (nero): 9
- medie (rosso): 22
- facili (azzurro): 11

I chilometri di piste da fondo sono in totale 23. Tra le altre infrastrutture presenti:
- pista slittino "Rudirun" di 11,7 km[15]
- pista per slitta trainata da cavalli

## Galleria d'immagini

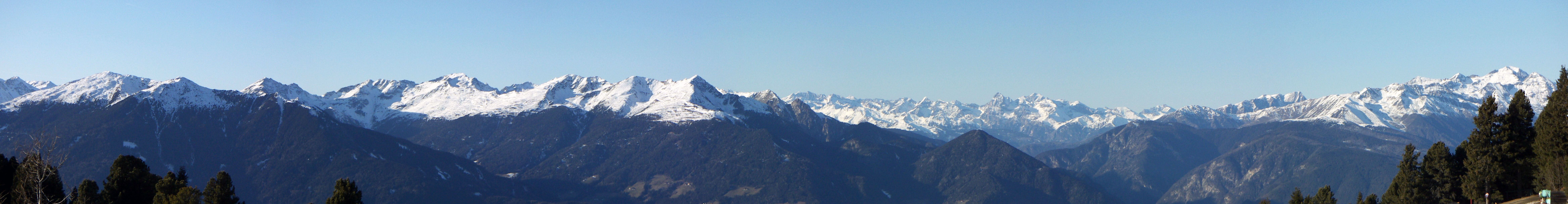
Panoramica sulle Alpi di Sarentino, dalla Plose
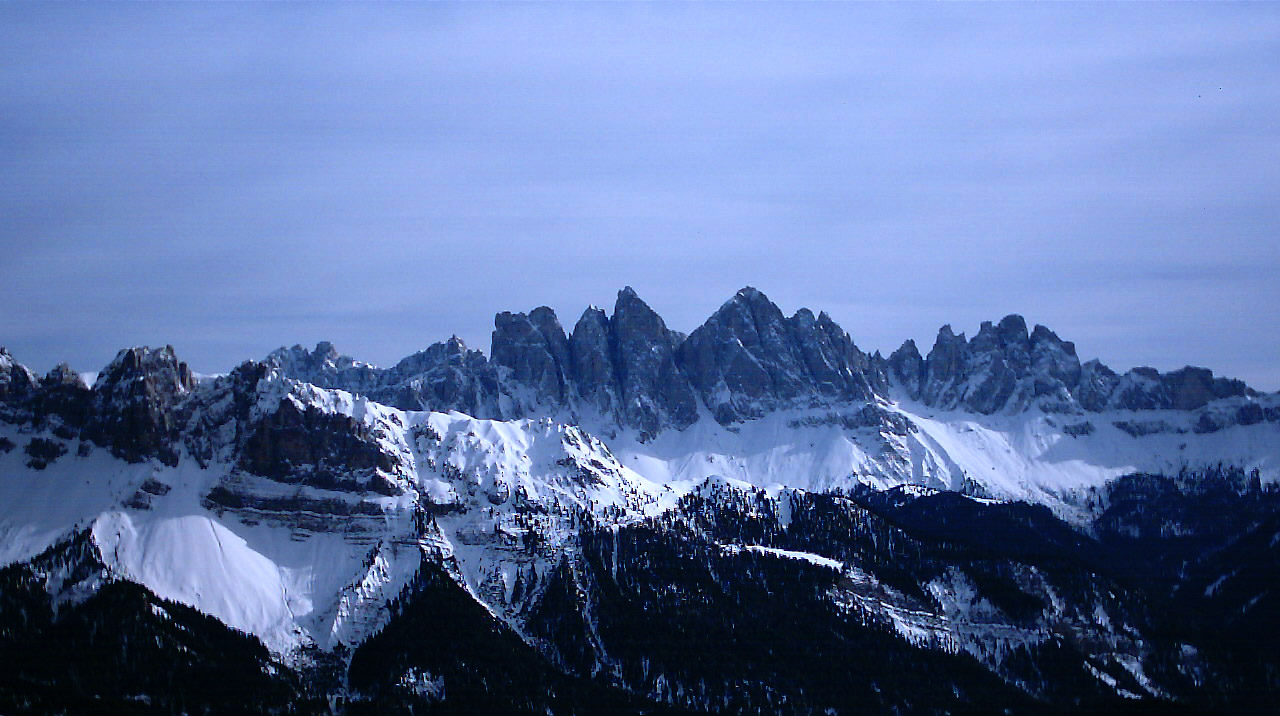
Le Odle viste dalla Plose
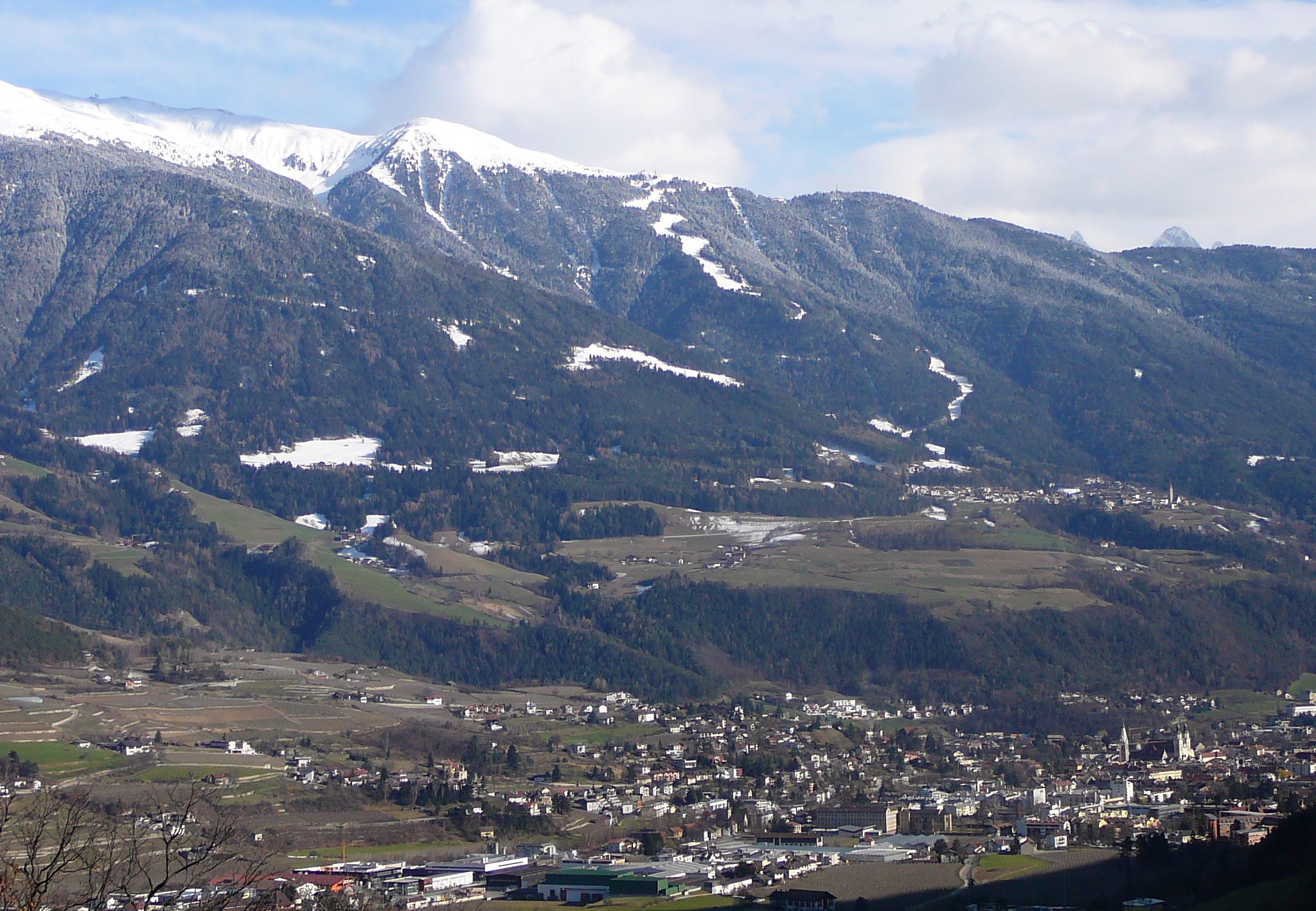
La Plose con la pista Trametsch, viste da Varna. In basso Bressanone
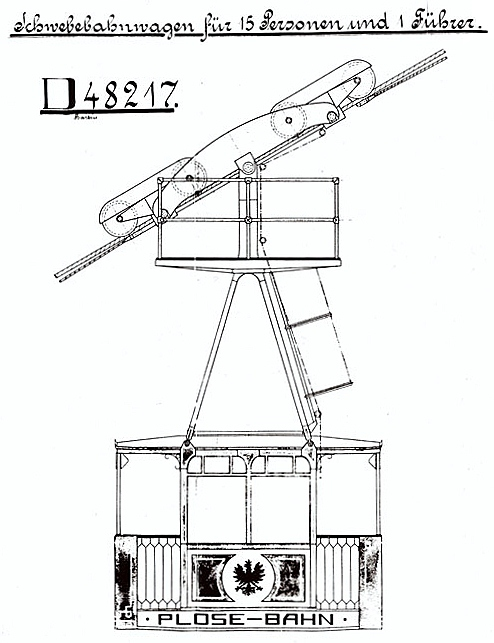
Primo progetto della funivia della Plose (1910)